# نیروی زمینی اسپانیا
نیروی زمینی اسپانیا (به اسپانیایی: Ejército de Tierra‎) شاخهٔ زمینی نیروهای نظامی اسپانیا است. این نیرو در اواخر سدهٔ پانزدهم تأسیس شده و از قدیمی‌ترین نیروهای ارتشی فعال در جهان است. ستاد آن در مادرید است و ۱۲۴٬۱۰۰ نفر پرسنل دارد.

## یونیفرم‌ها
|            |              |
| رقومی جنگل | رقومی بیابان |